# Greg Evans
Greg Evans (né le 13 novembre 1947) est un auteur de bande dessinée américain, créateur en 1985 du comic strip Luann.

## Prix et récompenses
- 2004 : Prix Reuben pour Luann
- 2005 : Prix Inkpot